# Thalassarche eremita
Thalassarche eremita (лат.), чатемский альбатрос — вид птиц из семейства альбатросовых (Diomedeidae).
Размах крыльев составляет до 220 см, общая длина около 90 см, масса тела от 3,1 до 4,7 кг. Голова тёмно-серая, нижняя сторона тела и крыльев белого цвета. Клюв ярко-жёлтый.
Питается рыбой, головоногими и усоногими.
Гнездится колониями в августе и сентябре в основном на острове Те-Пирамид, входящему в состав архипелага Чатем, одном из субантарктических островов Новой Зеландии, а также встречается на островах Форти-Форс того же архипелага. В кладке одно яйцо белого цвета с красно-коричневыми крапинами. Инкубационный период длится 66—72 дня.
Этот альбатрос ранее рассматривался как один вид вместе с Thalassarche cauta и Thalassarche salvini. Сейчас популяция этой птицы значительно сократилась, в результате МСОП поместил его в число видов, находящихся под угрозой. Сейчас число птиц оценивается в 11 тысяч.